# 경주 순우 FC
경주 순우 FC(Gyeongju Sunu Futsal Club)는 대한민국 경상북도 경주시에 있었던 풋살 선수단이다. 경주유소년FC축구교실이 운영했던 남자 세미프로 풋살단이며, 2011년에 창단되었고 2012년에 해단되었다.

## 참고 문헌
- “스포츠지원포털 등록 현황”. 대한체육회.
- “KFA 통합경기정보 시스템”. 대한축구협회.